# حوذان إسفيني
الحوذان الإسفيني (باللاتينية: Ranunculus cuneatus) نوع نباتي يتبع جنس الحوذان من الفصيلة الحوذانية.

## الموئل والانتشار
موطنه الأصلي بلاد الشام.

## الوصف النباتي
الزهرة صفراء.